# Сапеевское сельское поселение
Сапеевское сельское поселение — сельское поселение в Азнакаевском районе Татарстана.
Административный центр — село Сапеево.
В состав поселения входит 2 населённых пункта.

## Административное деление
- c. Сапеево
- дер. Мачаклы-Баш

До упразднения в 2005 году в состав поселения входила деревня Зирекле Елга.

## Население
| 2010 | 2011 | 2012 | 2013 | 2014 | 2015 | 2016 |
| ---- | ---- | ---- | ---- | ---- | ---- | ---- |
| 700  | ↘698 | ↗707 | ↗717 | ↘702 | ↗714 | ↘693 |
| 2017 | 2018 | 2019 | 2020 |      |      |      |
| ↘665 | ↘626 | ↘620 | ↘614 |      |      |      |